# Acaricida
Un acaricida és el producte o agent químic plaguicida que proporciona control econòmic dels àcars que són plagues.
Alguns productes fungicides (com per exemple el sofre) o molts insecticides poden actuar també com acaricides. La toxicitat d'un acaricida està determinada per la corba de resposta a la dosi o bé la corba de la resposta a la concentració que es determinen per proves biològiques.
Els àcars, tenen vuit potes i no pertanyen al grups dels insectes altrament dits hexàpodes (de sis potes).

## Ús dels acaricides
Gairebé tots els insecticides i acaricides funcionen mimetitzant o inhibint les molècules endògenes implicades en el metabolisme de l'insecte o de l'àcar.
S'utilitzen també els acaricides per combatre els àcars paràsits d'animals de sang calenta com és el cas de la paparra que provoquen malalties com la sarna i d'altres.
En el cas dels vegetals s'usen acaricides contra els àcars paràsits els quals pertanyen principalment al grup dels tetraníquids (aranya roja) i més secundàriament als eriòfids, fillocoptes i vasates. Tots ells són àcars molt petits i en el cas de l'aranya roja només fa mig mil·límetre de diàmetre i són difícils de veure a ull nu.
Els àcars ataquen sobretot a les plantes sota protecció i no acostumen a aparèixer si el conreu és regat per aspersió.
L'ús d'acaricides també es fa per evitar les al·lèrgies als àcars.
Els àcars poden arribar a fer el cicle vital sencer en una setmana i això fa que puguin tenir moltes generacions en una campanya i per aquesta raó generen resistències als acaricides amb rapidesa per a evitar-ho és aconsellable variar la matèria activa aplicada.

## Classificació dels acaricides
Els acaricides i els plaguicides en general es classifiquen de diverses maneres, incloent: la manera com entren dins la plaga objectiu, la seva estructura química o la font d'on s'obté, per exemple alguns olis essencials extrets de plantes tenen propietats acaridides.

### Algunes matèries actives acaricides
- Abamectina que també és un insecticida
- Azaridactina, extreta de l'arbre Neem (Azadirachta indica).
- Amitraz: Persistent eficaç en tot tipus d'àcars (No autoritzat per a ús agrícola)
- Bifentrina és un piretroide
- Bromopropilat
- Cihexaestà
- Dicofol: amb llarga activitat residual, no es pot aplicar en floració.
- Fenbutestà
- Flufenoxuró
- Fluvalinat
- Hexitiazox
- Propargita: No es pot aplicar en perera i roser
- Tebufenpirad
- Tetradifó: Acaricida ovicida sense activitat en àcars adults i amb molta acció residual.